# Fissurella
Fissurella is een geslacht van weekdieren uit de familie Fissurellidae.

## Soorten
- Fissurella afra Quoy & Gaimard, 1834
- Fissurella alabastrites Reeve, 1849
- Fissurella angusta (Gmelin, 1791)
- Fissurella asperella Sowerby, 1835
- Fissurella barbadensis (Gmelin, 1791)
- Fissurella barbouri Pérez Farfante, 1943
- Fissurella bravensis F. Salvat, 1967
- Fissurella bridgesii Reeve, 1849
- Fissurella clenchi Pérez Farfante, 1943
- Fissurella coarctata King & Broderip, 1831
- Fissurella costata R. P. Lesson, 1830
- Fissurella crassa J. B. Lamarck, 1822
- Fissurella cumingi L. A. Reeve, 1849
- Fissurella cyathulum Reeve, 1850
- Fissurella decemcostata F. S. Mclean, 1970
- Fissurella delicata Smith, 1899
- Fissurella deroyae F. S. Mclean, 1970
- Fissurella emmanuelae Métivier, 1970
- Fissurella excelsa Adams & Reeve, 1850
- Fissurella fascicularis Lamarck, 1822
- Fissurella fischeri F. Salvat, 1967
- Fissurella formosa F. Salvat, 1967
- Fissurella gaillardi F. Salvat, 1967
- Fissurella gemmata C. T. Menke, 1847
- Fissurella gemmulata L. A. Reeve, 1850
- Fissurella gibberula Reeve, 1850
- Fissurella glaucopsis L. A. Reeve, 1850
- Fissurella humphreysi L. A. Reeve, 1850
- Fissurella latimarginata Sowerby, 1835
- Fissurella limbata Sowerby, 1835
- Fissurella longifissa Sowerby, 1863
- Fissurella macrotrema Sowerby, 1863
- Fissurella maxima Sowerby, 1835
- Fissurella mesoatlantica Simone, 2008
- Fissurella microtrema G.B. Sowerby I, 1835
- Fissurella morrisoni F. S. Mclean, 1970
- Fissurella mutabilis Sowerby, 1834
- Fissurella natalensis Krauss, 1848
- Fissurella nigra Lesson, 1831
- Fissurella nigrocincta P. P. Carpenter, 1856
- Fissurella nimbosa (Linnaeus, 1758)
- Fissurella nodosa (Born, 1778)
- Fissurella nubecula (Linnaeus, 1758)
- Fissurella obscura Sowerby, 1835
- Fissurella oriens Sowerby I, 1835
- Fissurella peruviana J. B. Lamarck, 1822
  - Fissurella peruviana occidens A. A. Gould
- Fissurella picta (Gmelin, 1791)
- Fissurella pulchra G.B. Sowerby I, 1834
- Fissurella punctata Pérez Farfante, 1943
- Fissurella radiosa Lesson, 1831
  - Fissurella radiosa radiosa Lesson, 1831
  - Fissurella radiosa tixierae Métivier, 1969
- Fissurella rosea (Gmelin, 1791)
- Fissurella rubropicta H. A. Pilsbry, 1890
- Fissurella salvatiana Christiaens, 1982
- Fissurella schrammii P. Fischer, 1857
- Fissurella sibogae Schepman, 1908
- Fissurella spongiosa P. P. Carpenter, 1857
- Fissurella subrostrata Sowerby I, 1835
- Fissurella verna Gould, 1846
- Fissurella virescens Sowerby, 1835
- Fissurella volcano Reeve, 1849